# Massaga noncoba
Massaga noncoba là một loài bướm đêm trong họ Noctuidae.